# Сципиони
Сципион (на латински: Scipio – „пръчка“) е име (когномен) на най-известния клон на римската патрицианска фамилия Корнелии, което идва от Cornelii Malugenses. През Пуническите войни против Картаген много членове на фамилията си правят голямо име. Към края на Римската република Cornelii Scipiones стават Cornelii Lentuli, в имперско време когномен Scipio се появява отново.
Най-прочутата им фамилна гробница е на Виа Апия, пред Порта Капена в Рим, където телата им са погребани в саркофази в подземни камери. Този гроб е открит през 1614 г. и през 1780 г. съвсем открит (издадено от Джовани Пиранези). Находките на надписи, саркофази и скулптури са във Ватиканските музеи; най-старият Africanus е сложил там един бюст на поета Ений.
Известни Сципиони са:
- Публий Корнелий Сципион (трибун), консулски военен трибун 395 и 394 пр.н.е.
- Луций Корнелий Сципион (консул 350 пр.н.е.), консул 350 пр.н.е.
- Луций Корнелий Сципион Барбат, консул 298 пр.н.е.
- Гней Корнелий Сципион Азина, консул 260 и 254 пр.н.е.
- Луций Корнелий Сципион (консул 259 пр.н.е.), консул 259 пр.н.е.
- Гней Корнелий Сципион Калв, консул 222 пр.н.е., брат на Публий, битки с Ханибал
- Публий Корнелий Сципион Азина, консул 221 пр.н.е.
- Публий Корнелий Сципион (консул 218 пр.н.е.), баща на Сципион Старши и Сципион Азиатски, битки с Ханибал
- Публий Корнелий Сципион Африкански (Сципион Старши), консул 205 и 194, генерал, битка с Ханибал при Зама 203 пр.н.е.
- Публий Корнелий Сципион Назика, консул 191 пр.н.е.
- Луций Корнелий Сципион Азиатски (консул 190 пр.н.е.), (Сципион Азиатски), консул 190 пр.н.е., брат на Сципион Старши
- Гней Корнелий Сципион Хиспал, консул 176 пр.н.е.
- Публий Корнелий Сципион (авгур), големият син на Сципион Старши и Емилия Паула
- Луций Корнелий Сципион (претор 174 пр.н.е.), претор 174 пр.н.е., син на Сципион Старши и Емилия Паула
- Луций Корнелий Сципион (квестор), квестор 167 пр.н.е., син на консула от 190 пр.н.е.
- Публий Корнелий Сципион Назика Коркул, консул 162 и 155 пр.н.е.
- Публий Корнелий Сципион Емилиан Африкански (Сципион Емилиан, осиновен от Сципион авгур), консул 147 и 134 пр.н.е.
- Гней Корнелий Сципион Хиспан, претор 139 пр.н.е., син на консула от 176 пр.н.е.
- Публий Корнелий Сципион Назика Серапион, консул 138 пр.н.е.
- Публий Корнелий Сципион Назика Серапион (консул 111 пр.н.е.), консул 111 пр.н.е.
- Публий Корнелий Сципион Назика (претор), претор 93 пр.н.е., баща на Метел Сципион
- Луций Корнелий Сципион Азиатик (консул 83 пр.н.е.), консул 83 пр.н.е.
- Квинт Цецилий Метел Пий Сципион, (осиновен от Квинт Цецилий Метел Пий), консул 52 пр.н.е., баща на Корнелия Метела
- Публий Корнелий Сципион Салвито, суфектконсул 35 пр.н.е., съпруг на Скрибония
- Публий Корнелий Сципион (консул 16 пр.н.е.), консул 16 пр.н.е.
- Публий Корнелий Лентул Сципион (консул 24 г.), консул 24 г.
- Сервий Корнелий Сципион Салвидиен Орфит (консул 51 г.), консул 51 г.
- Публий Корнелий Сципион (консул 56 г.), консул 56 г.
- Публий Корнелий Сципион Азиатик, суфектконсул 68 г.
- Сервий Корнелий Сципион Салвидиен Орфит (консул 82 г.), суфектконсул 82 г.
- Сервий Корнелий Сципион Салвидиен Орфит (консул 110 г.), консул 110 г.
- Сервий Корнелий Сципион Салвидиен Орфит (консул 149 г.), консул 149 г.
- Сервий Корнелий Сципион Салвидиен Орфит (консул 178 г.), консул 178 г.

Жени:
- Корнелия Африканска Старша‎ (* 201 пр.н.е.), майка на Публий Корнелий Сципион Назика Серапион
- Корнелия Африканска Младша (190 – 100 пр.н.е.), майка на Тиберий Гракх и Гай Гракх
- Корнелия Сципиона (46 – 16 пр.н.е.), майка на Луций Емилий Павел, Марк Емилий Лепид и Емилия Лепида (* 22 пр.н.е.)